# Liste des codes des convois de la Seconde Guerre mondiale
Cet article recense les codes des convois mis en place par les Alliés durant la Seconde Guerre mondiale. Il y avait plus de 300 routes que les convois empruntaient, tout autour du monde, chacune étant désignée par un code de deux ou trois lettres. L'article Liste des convois de la Seconde Guerre mondiale par régions donne des informations complémentaires sur base régionale.

A B C D E F G H I J K L M N O P Q R S T U V W X Y Z

## A
- AB. Divers 1939
- AB. Aden vers Bombay 1942-45 (sens inverse BA)
- ABF. Aden vers Bombay Transport de troupe rapide
- AC. Alexandrie vers Tobrouk ("enaicaénaïque") 1941
- AG. Alexandrie vers la Grèce 1941
- AH. Aruba vers Halifax 1942 (sens inverse HA)
- AH. Augusta vers l'Italie ("Talon de l'Italie") 1943-45 (sens inverse HA)
- AJ. Aden vers Colombo ("Jaffna") (sens inverse JA)
- AK. Aden vers port Kilindini 1942-45 (sens inverse KA)
- AKD.Aden vers port Kilindini, puis Durban
- AM. Chittagong vers Madras (sens inverse MA)
- AN. Alexandrie vers Le Pirée ("Partie nord de la mer Égée") 1940-41 (sens inverse AS)
- AN. Îles de l'Amirauté vers la Nouvelle-Guinée (sens inverse NA)
- AP. Royaume-Uni vers l'Égypte Transport de troupe 1940
- ARG. Boston vers Argentia
- ARM. Mer Méditerranée trafic local
- AS. Le Pirée vers Alexandrie ("Sur de la mer Égée") 1940-41 (sens inverse AN)
- AS. New York vers Suez ("America-Suez") 1942
- AT. Alexandrie vers Tobrouk 1941 (sens inverse TA)
- AT. États-Unis vers le Royaume-Uni Transport de troupe 1942-45 (sens inverse TA)
- ATM. Anvers vers la Tamise 1944-45
- AW. Aruba vers Curaçao ("Willemstad") (sens inverse WA)

## B
- BA. Bombay vers Aden 1942-45 (sens inverse AB)
- BAF. Bombay vers Aden Transports de troupes rapides (sens inverse ABF)
- BB. Belfast vers le canal de Bristol 1940-43
- BB. Clyde vers le canal de Bristol 1945
- BC. Beira vers Durban ("Cape") (sens inverse CB)
- BC. Canal de Bristol vers Biscaye
- BD. Mer Blanche vers l'Île Dikson 1943-45 (sens inverse DB)
- BEC. Canal de Bristol vers la France 1944 (comme EBC)
- BF. Bahia vers Freetown 1943-45
- BG. Baie de Milne vers la Nouvelle-Guinée (sens inverse GB)
- BG. Brisbane vers Gladstone
- BHX. Bermudes vers le point de rendezvous HX (convoi de rassemblement)
- BK. Bombay vers Karachi 1943
- BK. Mer Blanche vers Kola 1943-45 (sens inverse KB)
- "Blue". Port-Saïd vers Gibraltar 1939
- BM. Bombay vers Singapour 1942
- BM. Bombay vers Colombo 1942-45 (sens inverse MB)
- BN. Bombay vers Suez ("Vers le nord")
- BN. Nouvelle-Bretagne vers la Nouvelle-Guinée (sens inverse NB)
- BP. Bombay vers le golfe Persique (sens inverse PB)
- BRN. Bahia vers Recife ("Vers le nord")
- BS. Suez vers Aden 1940-41
- BS. Corner Brook vers Sydney (Nouvelle-Écosse) (sens inverse SB)
- BS. Brest vers Casablanca 1939-40
- BT. Bahia vers Trinité 1943-45
- BT. Sydney vers les États-Unis Transports de troupes 1943-44
- BT. Brisbane vers Townsville
- BTC. Canal de Bristol vers la Tamise 1944-45
- BV. Brisbane vers Townsville
- BW. Sydney (Nouvelle-Écosse) vers Saint-Jean de Terre-Neuve 1942-45
- BX. Boston vers Halifax (sens inverse XB)
- BZ. Bombay vers port Kilindini et Aden

## C
- C. Colombo vers dispersion 1942
- CA. Le Cap vers le sud
- CB. Durban vers Beira (sens inverse BC)
- CD. Le Cap vers Durban (sens inverse DC)
- CE. La Manche vers l'est (sens inverse CW)
- CF. Le Cap vers l'Afrique de l'ouest
- CF. Colombo vers Fremantle
- CG. Casablanca vers Gibraltar (sens inverse GC)
- CH. Chittagong vers Calcutta (sens inverse HC)
- CJ. Calcutta vers Colombo (sens inverse JC)
- CK. La Havane (“Cuba”) vers Key West
- CK. Charleston vers le Royaume-Uni 1944
- CL. Saint-Jean de Terre-Neuve vers Sydney (Nouvelle-Écosse) (sens inverse LC)
- CM. Le Cap vers port Kilindini (“Cape Military”)
- CN. Le Cap en direction du nord
- CNF. Force d'invasion de la Sicile
- CO. Newcastle vers Melbourne, Adélaïde (Australie) 1942 (sens inverse OC)
- COC. Plymouth (Royaume-Uni) vers la Bretagne 1944-45
- CP. Curaçao vers le Panama
- CRD. Casablanca vers Dakar (sens inverse DRC)
- CT. Royaume-Uni vers le Canada Troopship 1941 (sens inverse TC)
- CT. Corse, Sardaigne, Bizerte 1944 (sens inverse TC)
- CU. Pétroliers depuis Curaçao (ou New York) vers le Royaume-Uni (sens inverse UC)
- CV. Cyrénaïque vers La Valette 1944 (sens inverse VC)
- CW. Cristóbal (Panama) vers Key West
- CW. La Manche ouest
- CX. Colombo vers Atoll Addu
- CZ. Curaçao vers Cristóbal (Panama) (sens inverse ZC)

## D
- D. Dakar vers Casablanca
- DB. Île Dikson vers la mer Blanche 1942 (sens inverse BD)
- DBF. Dakar, Bathurst, Freetown 1943
- DC. Durban vers Le Cap (sens inverse CD)
- DF. Clyde vers les Îles Féroé (sens inverse FD)
- DG. Île Thursday vers Merauke (sens inverse GD)
- DK. Durban vers port Kilindini (sens inverse  KD)
- DKA. Durban, port Kilindini, Aden (sens inverse  AKD)
- DLM. Durban vers Lourenço Marques (sens inverse LMD)
- DM. Durban vers la Malaisie 1941-42
- DN. Durban vers le Nord
- DR. Dakar vers Gibraltar
- DRC. Dakar vers Casablanca (sens inverse  CRD)
- DS. Clyde vers Reykjavik (sens inverse SD)
- DSF. Dakar vers Freetown (sens inverse  FSD)
- DSL. Dakar, Freetown, Lagos (sens inverse  LSD)
- DSP. Dakar, Freetown, Pointe-Noire (sens inverse PAD)
- DST. Dakar, Freetown, Takoradi (sens inverse  TSD)
- DT. Darwin vers les Île Thursday (sens inverse TD)
- DWI. Antilles néerlandaises vers le Royaume-Uni 1943 (non utilisé)

## E
- E. Trinité vers dispersion
- EBC. Canal de Bristol vers la France (trafic côtier) 1944 (sens inverse FBC)
- EBM. Canal de Bristol vers la France 1944
- EC. Southend vers Oban 1941
- ECM. Falmouth vers la France 1944
- ECP. Île de Portland vers la Seine (Personnel) 1944 (sens inverse FCP)
- EMM. Belfast vers la France 1944
- EMP. Belfast vers la France  (personnel) 1944
- EN. Methil vers Oban
- EPM. Île de Portland vers la France 1944 (sens inverse FPM)
- EPP. Île de Portland vers la France  (personnel) 1944 (sens inverse FPP)
- ET. Afrique du nord vers Gibraltar 1942-1943
- ETC. Tamise vers la France (trafic côtier) 1944 (sens inverse FTC)
- ETM. Tamise vers la France 1944 (sens inverse FTM)
- EWC. Spithead vers la Normandie (trafic côtier) 1944
- EWL. Île de Wight vers la France (bâtiment de débarquement) 1944 (sens inverse FWL)
- EWM. Île de Wight vers la France 1944 (sens inverse FWM)
- EWP. Île de Wight vers la France (personnel) 1944 (sens inverse FWP)
- EXP. Forces d'invasion 1944 (sens inverse FXP)

## F
- FB. Freetown vers Bahia (sens inverse BF)
- FBC. Seine vers le canal de Bristol 1944
- FC. France vers l'ouest de l'Angleterre 1944
- FCP.France  vers l'ouest de l'Angleterre (personnel) 1944
- FD. Îles Féroé vers Clyde (sens inverse DF)
- FFT. Freetown vers Trinité 1942-1943
- FG. Fremantle vers Adélaïde 1942-1945 (sens inverse GF)
- FH. St. Jean vers Halifax 1942-1945 (sens inverse HF)
- FJ. Florianópolis vers Rio de Janeiro (sens inverse JF)
- FM. Baie de Milne vers Port Moresby (sens inverse MF)
- FN. Tamise vers Forth ("Forth North")1939-1945 (sens inverse FS)
- FP. Royaume-Uni vers la Norvège (Transports de troupes) 1940
- FPM. France vers l'Île de Portland (militaire) 1944
- FPP. France vers l'île de Portland (personnel) 1944
- FS. Forth vers la Tamise ("Forth South") 1939-1945 (sens inverse FN)
- FSD. Freetown vers Dakar 1944
- FTC. France vers la Tamise (trafic côtier) 1944
- FTM. France vers la Tamise (militaire) 1944
- FWC. France vers l'île de Wight (trafic côtier) 1944
- FWL. France vers l'île de Wight (bâtiments de débarquement) 1944 (sens inverse WEL)
- FWM. France vers l'île de Wight (militaire) 1944
- FWP. France vers l'île de Wight (personnel) 1944
- FXP. France vers le Royaume-Uni (invasion) 1944

## G
- G. Guantanamo vers San Juan
- GAT. Guantanamo Aruba Trinité (sens inverse TAG)
- GB. Nouvelle-Guinée vers la baie de Milne (sens inverse BG)
- GC. Gibraltar vers Casablanca (sens inverse CG)
- GD. Merauke vers l'Île Thursday (sens inverse DG)
- GF. Adélaïde (Australie) vers Fremantle (sens inverse FG)
- GI. Nouvelle-Guinée vers les Philippines (sens inverse IG)
- GJ. Guantanamo vers Kingston ("Jamaica") (sens inverse JG)
- GK. Guantanamo vers Key West (sens inverse KG)
- GM. Gibraltar vers Malte (sens inverse MG)
- GM. Galveston vers le Mississippi (sens inverse MG)
- GN. Guantanamo vers New York (sens inverse NG)
- GP. Guantanamo vers Panama (sens inverse PG)
- GP. Sydney vers Townsville
- Green. Gibraltar vers Port-Saïd 1939
- GREYBACK. Dieppe vers Newhaven
- GS. Groenland vers Sydney (Nouvelle-Écosse), Saint-Jean de Terre-Neuve (sens inverse SG)
- GS. Grimsby vers Southend (sens inverse SG)
- GT. Gladstone vers Townsville
- GTX Gibraltar Tripoli Alexandrie 1943
- GUF. Gibraltar vers l'Amérique du Nord Route rapide du milieu de l'Atlantique 1943-45 (sens inverse UGF)
- GUS. Gibraltar vers l'Amérique du Nord Route lente du milieu de l'Atlantique 1943-45 (sens inverse UGS)
- GZ Guantanamo vers la zone du canal de Panama (sens inverse ZG)

## H
- HA. Halifax vers Curaçao 1942 (sens inverse AH)
- HA. Talon de Italie vers Augusta 1943-45 (sens inverse AH)
- HB. Australie vers l'Inde Transports de troupes 1945
- HC. Calcutta vers Chittagong (sens inverse CH)
- HF. Halifax vers St Jean NB (sens inverse FH)
- HG. Gibraltar vers le Royaume-Uni ("Homeward") 1939-42 (sens inverse OG)
- HGF. Gibraltar vers le Royaume-Uni Rapide
- HHX. bâtiments venant de Halifax et rejoignant le convoi HX
- HJ. Halifax vers Saint-Jean de Terre-Neuve (sens inverse JH)
- HK. Galveston ("Houston") vers Key West (sens inverse KH)
- HM. Holyhead vers Milford Haven (sens inverse MH)
- HN. Bergen vers Methil ("De retour depuis la Norvège") 1939-40 (sens inverse ON)
- HON. ON ships joining from Halifax
- HP. Talon de Italie vers Le Pirée (sens inverse PH)
- HS. Halifax vers Sydney (Nouvelle-Écosse) (sens inverse SH)
- HT. Halifax vers Trinité (sens inverse TH)
- HX. Amérique du Nord vers le Royaume-Uni, 1939-45 route Nord Atlantique (sens inverse ON).
- HXA. bâtiment du convoi HX via La Manche 1939-40, 1944–45
- HXF. Halifax vers le Royaume-Uni (rapide) 1939-40

## I
- IG. Philippines vers Nouvelle-Guinée (sens inverse GI)
- IXF. Italie vers Égypte (sens inverse XIF)

## J
- JA. Colombo vers Aden (sens inverse AJ)
- JC. Colombo vers Calcutta (sens inverse CJ)
- JF. Rio de Janeiro vers Florianópolis (sens inverse FJ)
- JG. Kingston ("Jamaica") vers Guantanamo (sens inverse GJ)
- JH. Saint-Jean de Terre-Neuve vers Halifax (sens inverse HJ)
- JM. Inde vers Madagascar 1943
- JMG. Inde vers Malaisie Invasion 1945
- JN. Saint-Jean de Terre-Neuve vers Labrador (sens inverse NJ)
- JR. Rio de Janeiro vers Recife (sens inverse RJ)
- JS. Colombo vers Singapour 1941-42 (sens inverse SJ)
- JT. Rio de Janeiro vers Trinité (sens inverse TJ)
- JW. Royaume-Uni vers URSS 1943-45 route arctique (sens inverse RA)

## K
- K. Casablanca vers Brest
- KA. Port Kilindini vers Aden (sens inverse AK)
- KB. Kola vers la mer Blanche (sens inverse BK)
- KD. Port Kilindini vers Durban (sens inverse DK)
- KG. Key West vers Guantanamo (sens inverse GK)
- KH. Key West vers Galveston ("Houston") (sens inverse HK)
- KJ. Kingston ("Jamaica") vers Royaume-Uni 1940
- KM. Port Kilindini vers Diego Suarez ("Madagascar") (sens inverse MK)
- KMF. Royaume-Uni vers la mer Méditerranée Fast 1942-45 (sens inverse MKF)
- KMS. Royaume-Uni vers la mer Méditerranée Slow 1942-45 (sens inverse MKS)
- KN. Key West vers New York (sens inverse KS)
- KP. Key West vers Pilottown (sens inverse PK)
- KP. Karachi vers le golfe Persique
- KP. Kola vers Petsamo 1944-45
- KR. Port Kilindini vers Ceylan (sens inverse RK)
- KR. Calcutta vers Rangoon 1945 (sens inverse RK)
- KS. Casablanca vers Brest Lent
- KS. New York vers Key West ("Sud de Key West") (sens inverse KN)
- KW. Key West vers La Havane (sens inverse CK)
- KX. Royaume-Uni vers Gibraltar 1942-45 (sens inverse XK)

## L
- LC. Sydney vers Saint-Jean de Terre-Neuve (sens inverse CL)
- LE. Port-Saïd vers Haïfa ("Levant est") (sens inverse LW)
- LGE. Lagos Eastbound (sens inverse LGW)
- LGW. Lagos Westbound (sens inverse LGE)
- LM.  Lagos vers Matadi
- LMD. Lourenco Marques vers Durban (sens inverse DLM)
- LN. St. Laurent vers Labrador (sens inverse NL)
- LQ. Grande barrière de corail vers Brisbane
- LS. Lagos vers Freetown
- LSD. Lagos Freetown Dakar (sens inverse DSL)
- LTS. Lagos Takoradi Freetown (sens inverse STL)
- LU. Humber vers Elbe 1945 (sens inverse UL)
- LW. Haïfa vers Port-Saïd ("Levant ouest") (sens inverse LE)

## M
- MA. Mombasa vers Aden
- MA. Madras vers Chittagong 1943 (sens inverse AM)
- MB. Colombo vers Bombay (sens inverse BM)
- MB. Port Moresby vers Fall River
- MC. Aden vers Le Cap (sens inverse CM)
- MD. Madagascar vers Durban
- ME. Malte vers l'Égypte ("Malta Eastward") (sens inverse MW)
- MF. Port Moresby vers la baie de Milne (sens inverse FM)
- MG. Malte vers Gibraltar (sens inverse GM)
- MG. Mississippi vers Galveston (sens inverse GM)
- MH. Milford Haven vers Holyhead (sens inverse HM)
- MK. Madagascar vers port Kilindini (sens inverse KM)
- MKF. Mer Méditerranée vers le Royaume-Uni Fast 1942-45 (sens inverse KMF)
- MKS. Mer Méditerranée vers le Royaume-Uni Slow 1942-45 (sens inverse KMS)
- MN. Maurice vers les Seychelles
- MO. Marseille vers Oran (sens inverse OM)
- MR. Madras vers Rangoon (sens inverse RM)
- MS. Melbourne vers Singapour 1941-42
- MS. Marseille vers Naples 1944-45 (sens inverse SM)
- MT. Methil vers Tyne 1940-41
- MT. Port Moresby vers Townsville 1942
- MTC. Seine vers Southend coaster (sens inverse TMC)
- MTM. Seine vers Southend military (sens inverse TMM)
- MV. Baie de Milne vers Townsville
- MW. Alexandrie vers Malte ("vers l'ouest de Malte")
- MWS?

## N
- NA. Canada vers le Royaume-Uni Transports de troupes
- NA. Nouvelle-Guinée vers les Îles de l'Amirauté
- NAP. Douvres vers la France 1944
- NB. Nouvelle-Guinée vers la Nouvelle-Bretagne (sens inverse BN)
- NC. Walvis Bay vers Le Cap
- NCF. Invasion de la Sicile Rapide 1943 (sens inverse CNF)
- NCS. Invasion de la Sicile Lent 1943
- NE.  Nouvelle-Zélande vers le Panama
- NG. New York vers Guantanamo (sens inverse GN)
- NJ. Saint-Jean de Terre-Neuve coastal vers Saint-Jean de Terre-Neuve (sens inverse JN)
- NK. New York vers Key West (sens inverse KN)
- NL. Labrador vers le St. Laurent (sens inverse LN)
- NLY. Hollandia Leyte Lingayen
- NP. Norvège Transports de troupes 1940
- NR. Norvège vers Methil 1945 (sens inverse RN)
- NS. Nouvelle-Calédonie vers Sydney (sens inverse SN)
- NSF. Afrique du nord vers Naples troopship (sens inverse SNF)
- NT. Nouvelle-Guinée vers Townsville (sens inverse TN)
- NV. Naples vers Augusta (sens inverse VN)
- NYC. New York côte est Bermudes Royaume-Uni

## O
- OA. Royaume-Uni (Tamise) 1939-41
- OB. Royaume-Uni (Liverpool) 1939-41
- OC. Melbourne vers Newcastle (sens inverse CO)
- OG. Royaume-Uni vers Gibraltar (sens inverse HG)
- OM.  Oran vers Marseille 1944 (sens inverse MO)
- ON. Methil vers Bergen 1939-40
- ON. Royaume-Uni vers l'Amérique du Nord route nord Atlantique 1941-45; qui a été alternativement rapide et lente mais après 1943 rapide exclusivement
- ON(F) Rapide (Fast) ON 1941-43 (sens inverse HX)
- ON(S) Lente (Slow) ON 1941-43 (sens inverse SC)
- ONS. Royaume-Uni vers l'Amérique du Nord route nord Atlantique 1943-45, a remplacé ON(S) (sens inverse SC)
- OS. Liverpool vers Freetown
- OSS. continuation de la route OS au sud
- OT. Trinité vers Afrique du Nord
- OT. Trinité vers les Caraïbes local
- OW. Australie vers l'Inde

## P
- PA. Golfe Persique vers Aden
- PAD. Pointe-Noire, Freetown, Dakar
- PB. Golfe Persique vers Bombay  (sens inverse BP)
- PG. Brisbane vers Sydney (sens inverse GP)
- PG. Panama vers Guantanamo 1943 (sens inverse GP)
- PGE. Pointe-Noire vers le sud
- PH. Le Pirée vers le talon de l'Italie (sens inverse HP)
- PK. Pilottown vers Key West (sens inverse KP)
- PN. Port-Saïd vers Turquie (Port-Saïd "Northward") (sens inverse NP)
- PQ. Royaume-Uni vers l'URSS roue arctique 1941-42 (sens inverse QP)
- PQ. Townsville vers Port Moresby 1942
- PR. Le Pirée vers les Dardanelles ("Rabbit Island") (sens inverse RP)
- PT. Paramaribo vers Trinité (sens inverse TP)
- PTS. Pointe-Noire, Takoradi, Freetown (sens inverse STP)
- PV. Melbourne vers Townsville
- PW. Portsmouth vers le Pays de Galles (sens inverse WP)

## Q
- QL. Brisbane vers Townsville (sens inverse LQ)
- QP. URSS vers le Royaume-Uni 1941-42 route arctique (sens inverse PQ)
- QS. Québec vers Sydney (Nouvelle-Écosse) (sens inverse SQ)

## R
- RA. URSS vers le Royaume-Uni 1943-45 route arctique (sens inverse JW)
- RB. États-Unis vers le Royaume-Uni paquebots 1942
- Red. Gibraltar vers l'Extrême-Orient
- RJ. Recife vers Rio de Janeiro (sens inverse JR)
- RK. Rangoon Arakan Calcutta 1945 (sens inverse KR)
- RK. Colombo vers port Kilindini 1944 (sens inverse KR)
- RM. Rangoon Madras Colombo 1945 (sens inverse MR)
- RN. Methil vers la Norvège 1945 (sens inverse NR)
- RP. Dardanelles ("Rabbit Island") vers Le Pirée 1945 (sens inverse PR)
- RS. Gibraltar vers Freetown 1943 (sens inverse SR)
- RT. Le Cap vers Freetown 1941
- RT. Recife vers Trinité 1943 (sens inverse TR)
- RU. Reykjavik vers Loch Ewe 1941-45 (sens inverse UR)

## S
- SB. Sydney vers Corner Brook 1942-45 (sens inverse BS)
- SBF. Invasion de la Sicile Rapide 1943
- SBS. Invasion de la Sicile Lent 1943
- SC. Amérique du Nord vers le Royaume-Uni, 1940-45 route nord atlantique (sens inverse ON(S), ONS)
- SD. Islande vers Clyde militaire (sens inverse DS)
- SD. Seychelles vers Diego-Suarez 1944
- SG. Southend vers Humber ("Grimsby")1940 (sens inverse GS)
- SG. Sydney (Nouvelle-Écosse) vers le Groenland 1942-45 (sens inverse GS)
- SH. Sydney (Nouvelle-Écosse) vers Halifax (sens inverse HS)
- SHX. Sydney (Nouvelle-Écosse) vers les convois HX
- Silvertip. Newhaven vers Dieppe
- SJ. San Juan vers Guantanamo
- SJ. Singapour vers Colombo 1941-42 (sens inverse JS)
- SJ. Santos vers Rio de Janeiro
- SL. Freetown vers le Royaume-Uni
- SLF. Freetown vers le Royaume-Uni Rapide
- SLS. Freetown vers le Royaume-Uni Lent
- SM. Batavia vers Fremantle 1941-42
- SM. Naples vers Marseille 1944 (sens inverse MS)
- SN. Sydney vers la Nouvelle-Calédonie (sens inverse NS)
- SNF. Naples vers l'Afrique du Nord ("Naples South") Transports de troupes (sens inverse NSF)
- SQ. Sydney (Nouvelle-Écosse) vers le Québec (sens inverse QS)
- SR. Calcutta ("Sandheads") vers Rangoon 1941-42
- SR. Freetown vers Gibraltar 1943-44 (sens inverse RS)
- ST. Freetown vers Takoradi (sens inverse TS)
- ST. Sydney vers Townsville (sens inverse TS)
- STC. Freetown Takoradi Le Cap
- STL. Freetown Takoradi Lagos (sens inverse LS)
- STP. Freetown Takoradi Pointe-Noire (sens inverse PTS)
- STW. Freetown Takoradi Walvis Bay (sens inverse WTS)
- SU. Suez vers Australie 1940-41 (sens inverse US)
- SV. Sydney vers Townsville (sens inverse VS)
- SW. Suez Mombasa Durban 1940-41

## T
- T. Hollandia vers Manille
- TA. Royaume-Uni vers les États-Unis transports de troupes 1942-45 (sens inverse AT)
- TA. Tobrouk vers Alexandrie (sens inverse AT)
- TAC. Tamise vers Ostende 1945
- TACA. Tamise vers Anvers (sens inverse ATM)
- TAG. Trinité Aruba Guantanamo 1942-45 (sens inverse GAT)
- TAM. Tamise vers Anvers (ex TACA)(sens inverse ATM)
- TAP. Tamise vers la France 1945
- TAW. Trinité Curaçao Key West (sens inverse WAT)
- TB. Trinité vers Bahia 1943-45(sens inverse BT)
- TBC. Tamise vers le canal de Bristol 1944-45 (sens inverse BTC)
- TC. Canada vers le Royaume-Uni transports de troupes 1939-41 (sens inverse CT)
- TC. Tunisie vers la Corse 19443-44 (sens inverse CT)
- TCU. Caraïbes vers Royaume-Uni ("CU") transports de troupes (sens inverse UCT)
- TD. Île Thursday vers Darwin (sens inverse DT)
- TD. Nouvelle-Zélande vers le nord de l'Australie
- TE. Trinité
- TE. Gibraltar vers l'Afrique du nord 1943
- TF. Trinité vers Freetown
- TG. Trinité vers Guantanamo
- TGE. Takoradi Lagos
- TH. Trinité vers Halifax 1942 (sens inverse HT)
- TJ. Trinité vers Rio de Janeiro 1943-45 (sens inverse JT)
- TJF. Invasion de la Sicile Rapide
- TJS. Invasion de la Sicile Lent
- TLDM. Takoradi Lagos Douala Maradi(?)
- TM. Norvège transports de troupes 1940
- TM. Trinité vers la mer Méditerranée 1942
- TMC. Tamise vers la France 1944-45 (ex ETC)
- TMM. Tamise vers la France 1944-45 (ex ETM)
- TN. Townsville vers la Nouvelle-Guinée (sens inverse NT)
- TO. Afrique du nord vers les Caraïbes (sens inverse OT)
- TO. Trinité vers Curaçao (sens inverse OT)
- TP. Norvège vers le Royaume-Uni transports de troupes 1940
- TP. Trinité vers Paramaribo (sens inverse PT)
- TP. Tarawa vers Pearl Harbor (sens inverse PT)
- TR. Trinité vers Recife 1943 (sens inverse RT)
- Trinidad. Trinité Sud est
- TS. Takoradi vers Freetown (sens inverse ST)
- TS. Townsville vers Sydney 1943 (sens inverse ST)
- TSD. Takoradi Freetown Dakar (sens inverse DST)
- TSF. Invasion de Salerne Rapide
- TSM. Invasion de Salerne Moyen
- TSS. Invasion de Salerne Lent
- TU. Royaume-Uni vers les États-Unis transports de troupes 1943-44 (sens inverse UT)
- TV. Tripoli vers La Valette (sens inverse VT)
- TX. Tripoli vers Alexandrie (sens inverse XT)

## U
- UA. Royaume-Uni vers Açores 1943
- UC. Royaume-Uni vers Curaçao (ou New York) (sens inverse CU)
- UGF. Amérique du Nord vers Gibraltar route rapide du milieu de l'Atlantique 1942-45 (sens inverse GUF)
- UGL. États-Unis vers Gibraltar bateaux de débarquement
- UGS. Amérique du Nord vers Gibraltar route lente du milieu de l'Atlantique 1943-45 (sens inverse GUS)
- UL. Elbe vers Humber 1945 (sens inverse LU)
- UR. Loch Ewe vers Reykjavik (sens inverse RU)
- US. Australie vers Suez 1940-41 (sens inverse SU)
- UT États-Unis vers Royaume-Uni transports de troupes 1943-44 (sens inverse TU)

## V
- VA?
- VB. Townsville vers Brisbane (sens inverse BV)
- VC. La Valette vers la Cyrénaïque 1943-44 (sens inverse CV)
- VD?
- VK. Sydney vers Wellington
- VN. Augusta vers Naples (sens inverse NV)
- VN. Malte vers Naples
- VN. Naples vers Livourne 1944
- VS. Townsville vers Sydney (sens inverse SV)
- VT. La Valette vers Tripoli (sens inverse TV)
- VWP?

## W
- WA. Curaçao vers Aruba
- WAP. Débarquement en Normandie 1944
- WAT. Key West Curaçao Trinité
- WDC. Débarquement en Normandie 1944
- WEC. Île de Wight vers la France 1944-45
- WEG?
- WEL. Île de Wight vers la France bateaux de débarquement 1944-45
- WEP. Île de Wight vers Cherbourg 1944
- WES?
- WFM. Débarquement en Normandie 1944
- WMP. Île de Wight vers Arromanches-les-Bains 1944
- WN. Clyde vers Forth
- WNC. Île de Wight vers Le Havre 1944-45
- WNL. Île de Wight vers la France 1945
- WO. Inde vers l'Australie transports de troupes
- WP. Milford Haven ("Pays de Galles") vers Portsmouth
- WS. Wabana vers Sydney (Nouvelle-Écosse)
- WS. Royaume-Uni Suez Bombay 1940-43
- WTS. Walvis Bay Takoradi Freetown
- WVP. Île de Wight vers la France 1944-45
- WX. Western Desert vers Alexandrie

## X
- X?
- XB. Halifax vers Boston (sens inverse BX)
- XIF. Égypte vers l'Italie (sens inverse IXF)
- XK. Gibraltar vers le Royaume-Uni (sens inverse KX)
- XT. Alexandrie vers Tripoli (sens inverse TX)
- XTG. Alexandrie Tripoli Gibraltar 1943 (sens inverse GTX)
- XW. Alexandrie vers le désert occidental (sens inverse WX)

## Z
- ZC. Cristobal vers Curaçao (sens inverse CZ)
- ZG. Cristobal vers Guantanamo 1942-45 (sens inverse GZ)
- ZT. Nouvelle-Zélande vers Sydney (sens inverse VK)